# 市政厅阶梯
市政厅阶梯（Radnické schody）是布拉格的一条街道，仅用于步行，连接布拉格小城的聂鲁达街和洛雷塔街（Loretánskou ulicí），以及城堡区的 城堡广场，城堡区和小城区的边界经过下端的聂鲁达街。市政厅阶梯全长100米，127级，高差约30米。市政厅阶梯命名于1870年，得名于位于市政厅阶梯顶部的城堡区市政厅。这是布拉格风景如画的一角，有许多优美的历史建筑。在阶梯底部有两个雕塑，一个是圣若瑟与耶稣，另一个是臬玻穆的若望。 
市政厅阶梯最后一次整修是在1970年-1971年.